# Chênedouit
Chênedouit ist eine Commune déléguée in der französischen Gemeinde Putanges-le-Lac mit 168 Einwohnern (Stand: 1. Januar 2022) im Département Orne in der Region Normandie.

## Geografie
Chênedouit liegt 17 Kilometer nordöstlich der Stadt Flers. Die Commune déléguée umfasst eine Fläche von 8,93 km² und wird von den Bächen Maufy und Guesnerie durchflossen. Es herrscht ein Seeklima mit gemäßigtem Sommer vor.
Der Ort befindet sich auf einem Granitplateau. Chênedouit liegt mitten in einer Bocagelandschaft, weswegen 750 Hektar der Commune déléguée Weideland sind. Weitere 90 Hektar sind Wald, 39 Hektar werden landwirtschaftlich genutzt und 14 Hektar sind bebaut.
In Chênedouit kreuzt die Straße von Domfront nach Falaise die Straße von Putanges-Pont-Écrepin nach Condé-sur-Noireau.

## Geschichte und Kultur
Ab etwa 450 vor Christus war die Region von den Kelten besiedelt, bis sie von den Römern besetzt wurde. Im Frühmittelalter herrschten hier die Franken und später Schweden. Erstmals erwähnt wurde der Ort 1402 unter dem Namen Chesneduit. Der Name entwickelte sich über Chennedouit im Jahr 1762 zu Chêne-Douit zur Zeit der Französischen Revolution. 1831 erhielt der Ort seinen heutigen Namen. Der Ortsname setzt sich zusammen aus den Worten chêne (französisch für Eiche) und douit, was Wasserstelle bedeutet.
Die Gemeinde Chênedouit entstand am 23. Januar 1822 durch die Vereinigung der bis dahin bestehenden Gemeinden Chênedouit (366 Einwohner im Jahr 1821), Méguillaume (227 Einw.) und Le Repas (98 Einw.).
Im Ortsteil Le Repas befindet sich das Château du Repas, ein feudales Schloss, das zwischen 1605 und 1615 unter der Herrschaft von König Ludwig XIII. entstand. Das auf einem Hügel gelegene Schloss befindet sich heute in Privatbesitz und ist seit 1967 als Monument historique klassifiziert.
Auf dem Gebiet der Commune déléguée stehen insgesamt zwei Kirchen, die ältere davon im Ortsteil Méguillaume. Sie wurde im 15. Jahrhundert fertiggestellt, 1742 wieder aufgebaut und ist dem heiligen Sebastian gewidmet. Die zweite Kirche, die sich im Hauptort Chênedouit befindet, wurde 1841 geweiht. Zudem gibt es in Chênedouit fünf Kalvarienberge, vier davon aus Granit und einer aus Holz. Mit einem Menhir existiert auch ein Überrest aus der Steinzeit. Er ist seit 1981 als Monument historique eingetragen.
Mit Wirkung vom 1. Januar 2016 wurden die bisherigen Gemeinden Chênedouit, La Forêt-Auvray, La Fresnaye-au-Sauvage, Ménil-Jean, Putanges-Pont-Écrepin, Rabodanges, Les Rotours, Saint-Aubert-sur-Orne und Sainte-Croix-sur-Orne zu einer Commune nouvelle mit dem Namen Putanges-le-Lac zusammengeschlossen und haben in der neuen Gemeinde den Status einer Commune déléguée. Der Verwaltungssitz befindet sich im Ort Putanges-Pont-Écrepin. Die Gemeinde Chênedouit gehörte zum Arrondissement Argentan und zum Kanton Athis-de-l’Orne.

### Bevölkerungsentwicklung
| Jahr      | 1962 | 1968 | 1975 | 1982 | 1990 | 1999 | 2009 |
| Einwohner | 249  | 238  | 215  | 222  | 190  | 167  | 173  |